# Rhinophis tricolorata
Espèce
Rhinophis tricolorata est une espèce de serpents de la famille des Uropeltidae. 

## Répartition
Cette espèce est endémique du Sri Lanka.

## Publication originale
- Deraniyagala, 1975 : A new fossorial snake of the genus Rhinophis Hemprich. Spolia Zeylanica, vol. 33, n. 1-2, p. 535-536.